# Остаточний вирок
Остаточний вирок (англ. Final Judgement) — американський трилер 1992 року.

## Сюжет
Отець Тайрон намагався умовити молоду дівчину Паулу кинути ремесло стриптизерки. Але вона відмовлялася. Коли Тайрон вийшов з її квартири і сів у автомобіль, він почув її глухий крик і повернувся: на підлозі лежало бездиханне тіло Паули. За кілька хвилин у квартирі встиг побувати знайомий Паули, який її і задушив ланцюжком від натільного розп'яття. Поліція підозрює отця Тайрона, оскільки саме його бачили біля трупа, але відпускає. А отець Тайрон відправляється пізнавати дно міського життя, щоб спробувати розшукати вбивцю.

## У ролях
| Актор            | Роль                       |
| ---------------- | -------------------------- |
| Бред Дуріф       | Отець Тайрон               |
| Девід Ледінхем   | Роберт Соррель             |
| Марія Форд       | Ніколь                     |
| Сімона Аллен     | Алісія                     |
| Айзек Гейз       | лейтенант Герб Джефферсон  |
| Орсон Бін        | монсеньйор Кореллі         |
| Карен Блек       | місіс Соррель              |
| Берт Вільямс     | Отець О'Ши                 |
| Говард Шенгроу   | арт-дилер                  |
| Майкл МакДональд | Рейні                      |
| Сінтія Стіл      | Елізабет                   |
| Крістін Даттіло  | Паула                      |
| Роберта Васкес   | Вітні                      |
| Роджер Халстон   | офіцер                     |
| Шеррі Роуз       | Аманда                     |
| Ліза Інуе        | Лілі                       |
| Ірен Ольга Лопез | Френсіс                    |
| Марк Адейр-Ріос  | Хуан                       |
| Джордж Чунг      | Лі                         |
| Стів Раш         | помічник                   |
| Мак Ворд         | клієнт                     |
| Тоні Неплс       | танцівниця 2               |
| Лоуренс Моносон  | швейцар в художній галереї |